# Veia posterior do ventrículo esquerdo
A veia posterior do ventrículo esquerdo é uma veia do coração.